# Tania Head
Tania Head, pseudônimo de Alicia Esteve Head (31 de julho de 1973) é uma mulher espanhola que ganhou atenção da mídia por inventar uma história em que ela teria sobrevivido aos ataques de 11 de setembro no World Trade Center.

## Alegações como vítima do 11 de setembro
Head alegou que estava no 78º andar da Torre Sul (WTC 2) quando o voo 175 da United Airlines bateu no chão onde ela estava. Isto a teria tornado uma  das apenas 19 que sobreviveram que estariam no ponto de impacto ou acima. Ela disse que um homem chamado Dave, que morreu na Torre Norte (WTC 1), era seu noivo ou marido. Ela também alegou que lhe foi dado um anel de casamento de um homem que estava morrendo e que tinha devolvido para a viúva, e que ela tinha sido resgatada por Welles Crowther, um jovem de vinte e quatro anos que morreu ao socorrer outras pessoas.
Head regularmente recontava suas alegações a grupos de visitantes no Ground zero em detalhes, dizendo, "Eu estava nas torres. Sou uma sobrevivente. Vou contar a história a vocês."

## Trabalho voluntário como vítima representativa
Head guiou visitas ao W.T.C. Visitor Center com visitantes que incluram o prefeito de Nova Iorque, Michael Bloomberg, o ex-prefeito Rudy Giuliani e o ex-governador de Nova Iorque George Pataki. Ela tambem fez muitos discursos em faculdades e com grupos de apoio, recoutando sua história como vítima do 11 de setembro.
Head indicava que estas atividades eram trabalhos voluntários e gratuitos da parte dela. Ela foi apresentada em artigos de retrospectiva sobre o aspecto do World Trade Center do 11 de setembro como representante de todos os vinte mil sobrevivente nova iorquinos que escaparam das torres.

## Alegações controversas
No fim de setembro de 2007, o The New York Times verificou inconsistências nos detalhes nas alegações de Head, entre elas, o relacionamento com o homem chamado "Dave", foi contradito por família e por amigos, cujas identidades foram mantidas em sigilo. Além disto, Janice Cilento, uma assistente social que estava na diretoria da associação de sobreviventes e conhecida de Head, disse que ela fez mudanças em seus depoimentos nas últimas semanas. Head também alegava ter se graduado na Universidade de Harvard ter um diploma de administração na Universidade de Stanford, cujas instituições negam.
A companhia onde ela disse que trabalhava no World Trade Center, Merrill Lynch, disse que não possui registros de que teria trabalhado lá.
De acordo com Adrian Gatton, que produzio um documentário, The 9/11 Faker, para o Channel 4 no Reino Unido, Head não estava nem nos Estados Unidos na época dos ataques de 11 de setembro, mas sim em Barcelona, Espanha, onde ela assistia aulas em uma faculdade de administração. Uma reportagem do La Vanguardia, um jornal diário de Barcelona, em 2 de outubro de 2007, contou como Head assistia aulas em um programa de MBA em Barcelona, apenas uma semana após o ataque no qual ela supostamente tinha se machucado gravemente. Nenhum de seus colegas de classe a ouviu falar do ataque, ela não mostrou nenhum ferimento e não disse nada sobre ter perdido um marido ou noivo. O ferimento no braço que alegava ser do ataque foi explicado a amigos como resultado de acidente de carro ou alternativamente como acidente de equitação.
Ainda de acordo com o La Vanguardia, Head assistia aulas no programa durante junho de 2002 e disse a colegas de classe que ela queria trabalhar em Nova Iorque. Head tinha frequentado a Universidade de Barcelona, e trabalhado para um promotor de eventos local e para a Hovisa, uma empresa de hotéir espanhola. Foi dito que Head teria viajado pela primeira vez aos Estados Unidos em 2003.
O paradeiro de Head é desconhecido. Em fevereiro de 2008, uma mensagem de email foi enviada de uma conta na Espanha a membros da associação de sobreviventes, alegando que Head teria cometido suicídio. Tania foi vista pela última vez a 14 de Setembro de 2011, na cidade de Nova Iorque.